# يثع أمر وتر
يَثَع أمَر وَتَر بِن يَكْرُب مَلِك (تـ 710 ق م): أول مكاربة سبأ، حكم خلال العقود الثلاثة الأخيرة من القرن الثامن قبل الميلاد تقريباً.وهو صاحب أقدم وأهم الوثائق التاريخية القديمة التي تتعلق بأخبار نشأة دولة سبأ، والتي ستتحول لاحقاً إلى مملكة سبأ الواسعة في عهد الملك كربئيل وتر خلال القرن السابع قبل الميلاد.ووفقاً لنقش أثري خاص للملك الآشوري سرجون الثاني وحوليات دور شروكين، فقد دفع إيتامرا السبئي جزية لسرجون خلال السنة السابعة من فترة حكمه أي عام 715 ق م تقريباً.وقد أكدت النقوش السبئية التي اكتشفت في موقع صرواح ثبات المعلومات المذكورة في النصوص الأشورية وصحتها، فهي تذكر (يثع أمر وتر) من سبأ الذي دفع ضريبة.
ترك لنا "يثع أمر وتر" سجلاً ضخمًا في صرواح، يسرد فيه منجزات سنوات طويلة من عهده. ويظهر من هذا السجل، أن هذا المكرب اتخذ سياسة التوسّع، بغرض فرض سيطرة قبيلته سبأ على مدن جنوب الجزيرة العربية وممالكها، فتحالف مع قبيلة أوسان التي كانت على نزاعات مع جيرانها، أي مع قبائل قتبان والهضاب الجنوبية (ردمان، رعين، دّهاس، يحير) فتدخلت سبأ لأخذ ثأرها من قتبان وأولاد عم، فسيّرت حملات عسكرية لمواجهة قتبان، ومدن ممالك القبائل في المرتفعات، التي كانت تعبد الإله عم والمعروفين باسم (أولاد عم). وقد دفع ثمن هذه الحملات ملوك قبائل ومدن، فقتل في المعارك: ملوك تمنع وينهجو وردمان ويحير ويهنطل وذي وسر. وعين المكرب السبئي ملوكاً حلفاء له، فتوج "سمه وتر ذي شمر" على مدينة تمنع - التي ستصبح عاصمة مملكة قتبان بدءاً من القرن الخامس ق م، وعين كذلك يخوم ملكاً على قبيلة ردمان. ونتيجة تلك الحروب، استعاد ملك أوسان الذي لم يُذكر اسمه أراضيه التي ضمتها قتبان، بسبب التحالف مع سبأ.
كما دخل هذا المكرب السبئي في مواجهة مواجهة كمنا في وادي مذاب، واستولى على مدينة "منهية" التي كانت تابعة لكمنا. ومن خلال نقش سبئي عثر عليه في نشان (حالياً: السوداء) يظهر أن العلاقات بين مدينة نشان وجارتها مدينة كمنا قد ساءت في أواخر القرن الثامن قبل الميلاد، وهو ما أدى إلى تدخل السبئيين - حلفاء نشان - وإرجاع أراضٍ لنشان استولت عليها كمنا، ويذكر النقش أيضاً أن صنم المعبود النشاني أرنيدع قد سلبته كمنا من معبده وتم إعادته، وبناء على أوامر يثع أمر، لم يتم تدمير كمنا. وكان حدوث ذلك في عهد زعيم نشان "ملك وقه ريد بن عم علي".
أحد أهم سياسات "يثع أمر وتر" المميزة، هي سياسية شراء الأراضي من السكان الأصليون وزعماء القبائل المجاورة، وقد اشترى عدة أراضي بور في وادي رغوان، وقد شيد فيها السبئيون من بعده عدداً من المدن، هي: الأساحل وخربة سعود (قديماً: كتال/كتلم) وجدفر ابن منيخر (قديماً: كاهل/كهلم). ولم يكتفي "يثع أمر" بشراء المناطق الشمالية من مأرب، حيث يشير النقش الذي تركه لنا، أنه اشترى أراضي في وادي الجوبة (قديماً: وادي ونب)، الوادي المجاور مباشرة إلى الجنوب من مأرب، وكذلك شراء أرض رداع المجاورة لها في المرتفعات، لتأمين حدود مأرب الجنوبية-الغربية مع قبيلة قتبان وردمان. وقد ضم هذا المكرب إلى قبيلة سبأ، جماعة أخرى تعرف باسم "فيشان"، وورد ذلك في صيغته:«جمع ولد إيل مقه (أي: سبأ) من كل قوم (أسرة)، وزاد جماعة فيشان إليهم».
قبل نقش صرواح المكتشف سنة 2005، افترض الباحث كينيث كيتشن أن عهد "يثع أمر وتر بن يكرب ملك" يعود إلى منتصف القرن التاسع قبل الميلاد.ولوقت طويل افترض بعض المستشرقين وعلى رأسهم "فون ويسمان" أن يثع أمر السبئي المذكور في السجلات الآشورية هو المكرب "يثع أمر بين بن سمه علي".وفي عام 1996، أكد عالم السبيئيات كريستيان روبن بشكل مذهل أن "يثع أمر وتر بن يكرب ملك" عاش في النصف الثاني من القرن الثامن قبل الميلاد، معتمداً على التصنيف الزمني التقديري للنصوص بناءً على تطور شكل الحروف.في عام 2003، نشرت الباحثة "ايفونا جايدا" نقشاً جديداً لهذا المكرب؛ ورجحت أنه المشار إليه في النقوش الآشورية، وجعلته قبل كربئيل وتر بثلاثة أجيال بناءاً على أسلوب الكتابة.وفي عام 2005، اكتشف الألمان نقش "يثع أمر وتر بن يكرب ملك" الضخم في صرواح، وفي عام 2007م، أكد العالم نوربرت نيبس أن "يثع أمر وتر بن يكرب ملك" صاحب نقش صرواح هو المشار إليه في السجلات الآشورية، بناءًا على ما ورد في النقش من أسماء زعماء أدركهم المكرب كربئيل وتر.مما أكد تقدير العالم روبان وفرضية "ايفونا جايدا"، التي سبقت اكتشاف النقش بسنوات.

## المنهج العلمي في التوصل إلى زمنه
اعتمد العلماء في التسلسل التاريخي للمكربان العظيمان يثع أمر وتر و"كربئيل وتر" على عدة معايير، منها أن النصوص الآشورية أشارة إلى أسماؤهم، حيث أشير إلى "يثع أمر" في سنة 715 ق م، وذُكر "كربئيل وتر" في عيد رأس السنة الآشورية سنة 685 ق م أو 682 ق م. ومن خلال النقوش السبئية تم التثبت من صحة نصوص آشور، بفضل نقش ضخم في صرواح تم اكتشافه في 2005، ووفقاً لمنهج التحليل القديم للنقوش – التصنيف الزمني التقديري للنصوص بناءً على تطور شكل الحروف والسمات اللغوية والنحوية، تم اعتماد هذا النقش ضمن أقدم النقوش السبئية، وهو للمكرب يثع أمر وتر، الوارد اسمه في النصوص الآشورية. وتم تأكيد الافتراض القديم الذي اقترحه كريستيان روبن عام 1996، بفضل نقش صرواح الضخم الذي ذكر فيه أسماء عدد من الزعماء الذين عاصرهم المكربان يثع أمر وتر وكربئيل وتر، بالإضافة لمشروع شراء الأراضي الذي كان امتداد بين عصرهما، والمؤكد باسماء الأراضي. والقائمة التالية، تعطينا اسماء الزعماء ومعاصرتهم لهؤلاء المكاربة.

| يثع أمر وتر      | ملاحظة | كربئيل وتر      | ملاحظة |
| ---------------- | --- | --------------- | --- |
| عم وقه ذي أمير   | - اشترى المكرب "يثع أمر وتر" عدد من الأراضي في منطقة "ماه عذب/مهعذب" في وادي ونب بحدودها من الزعيم عم وقه ذي أمير. | عم وقه ذي أمير. | - تابع كرب إيل وتر السياسة المميزة التي أسسها "يثع أمر وتر" قبله، وهي سياسة شراء الأراضي من السكان الأصليون وزعماء القبائل المجاورة، وتوسيع أملاك قبيلة سبأ وأتباعهم. ويبدو أن مشروع الشراء كان في فترة مبكرة من عهد كربئيل وتر، قبل فتوحاته الواسعة. وقد دَوَّنَ هذا المكرب انجازات عهده الطويل من فتواحات وعمران وحيازات بالشراء في نقش النصر السبئي. - قام "كربئيل وتر" بشراء كامل أراضي "ونب" (حاليًا: وادي الجوبة) من عدد من الزعماء، من بينهم "عم وقه ذي أمير". هذا المعطى المهم يعطينا دليل على قرب الزمن بين المكربين يثع أمر وتر وكربئيل وتر، ويمكننا تقديرها بشكل معقول بحوالي ثلاثين إلى خمسين عاماً من حياة الزعيم "عم وقه ذي أمير"(715 ق م - 685 ق م/670 ق م) تقريباً. |
| خلامر بِن حاضرهمو | - اشترى المكرب "يثع أمر وتر" عدد من الأراضي في وادي ونب من "خلامر بِن حاضرهمو" زعيم قبيلة "ذي مفعل".                | أبناء خلامر     | - اشترى المكرب "كربئيل وتر" عدد من الأراضي في وادي ونب من زعيمها الجديد "حاضرهمو بن خلامر" وهو ابن "خلامر بن حاضرهمو" المعاصر للمكرب يثع أمر وتر. بالإضافة إلى شراء "كربئيل وتر" أراضي في وادي "ونب" من شقيق الزعيم السابق "رابم بن خلامر" وأقطعها إلى جماعة فيشان أتباعه (أدم). ومن الواضح، أن الزعيم "خلامر بن حاضرهمو" هلك قبل مشروع كربئيل وتر الواسع في شراء الأراضي المحيطة بسبأ. فخلفه أبنائه زعماء على "ذي مفعل"، القبيلة صاحبة الأراضي الشاسعة في وادي الجوبة ومرتفعاتها إلى رداع. |
| ملك وقه          | - عاصر المكرب "يثع أمر وتر"، حاكم نشان المدعو "ملك وقه (الأول) بن عم علي".                                         | ذات ملك وقه     | - استولى كربئيل وتر على أرض "ذات ملك وقه" من سمه يفع (ملك نشان في أيامه) وسلمها إلى ملك كمنا. ومن الملاحظ أن في عهد ملك وقه، امتدت حيازات نشان الزراعية إلى منطقة التقاء واديي مذاب والخارد، بالقرب من حدود كمنا وهرم. إلا أن كربئيل وتر قهر نشان، وسلم تلك الأرض الخصيبة إلى كمنا. |

## في السجلات الآشورية
ورد ذكر الحاكم السبئي "يثع أمر وتر" في عهد سرجون الثاني سنة 715 ق م، وذلك في العبارات التالية:
من فِرعون ملك مصر، و"شمسي" ملكة بلاد العرب، وإتأمَرا السبئي [It-[ʾ]a-am-ra KUR sa-ba-ʾa-a-a]، وملوك الساحل وصحراء الذهب، نباتات خاصة جبلية وأحجاراً كريمة وعاجاً وبذور القيقب، وشتى أنواع الأعشاب العطرية والخيول والجمال، وسلموها لي جزيةً".
"من فِرعون ملك مصر، و"شمسي" ملكة بلاد العرب، وإتأمَرا السبئي [It-ʾa-am-a-ra KUR sa-ba-ʾa-a-a]، أهدي إليَّ ذهباً خاماً من الجبال وخيول وجِمال".

## في النقوش السبئية
أهم مصدر لعهد "يثع أمر وتر" هو نقش ضخم اكتشف في عام 2005 خلال أعمال التنقيب التي قام بها المعهد الألماني للآثار في وسط معبد المقه في صِرواح، منصوباً أمام نقوش كَرِب إيل وَتَر بن ذَمَار علي المكتشفة سابقاً (النقش RES 3945 والنقش RES 3946)، مكتوبان على الوجهين المتقابلين من نفس الكتلة الحجرية). وقد ترك هذان المكربان، كلٍ على حده، سجلاً رائعاً عن فترة حكمه من خلال نقشين طويلين في معبد المقه في مدينة صرواح السبئية القديمة. وبفضل المقارنة مع نصوص آشورية من بلاد النهرين تم التعرف على تاريخ هذين النقشين، وتم الكشف عن هوية هذين المكربين العظيمين.
في النقش الجديد يروي يثع أمر حروبه واستحواذه على مختلف المواقع والأراضي. ومنها أنه هزم أولاد عم (مملكة قتبان). وأنه مر عبر مناطق ردمان، ورُعَيْن، ويَهَر في جنوب غرب قتبان، ثم عبر مدينة الوصر، مركز مملكة أوسان، التي تحدها من الجنوب الشرقي. ثم حرر يثع أمر مدينتي نشان ومَنهيَت المحتلتان من قبل مدينة كمناهو، في الجوف شمال سبأ ثم غزا كمناهو نفسها. كما ورد ذكر حملة في الجوف على نقش إهداء من يثع أمر لمذبح من البرونز في نشان.